# Jednotné zemědělské družstvo

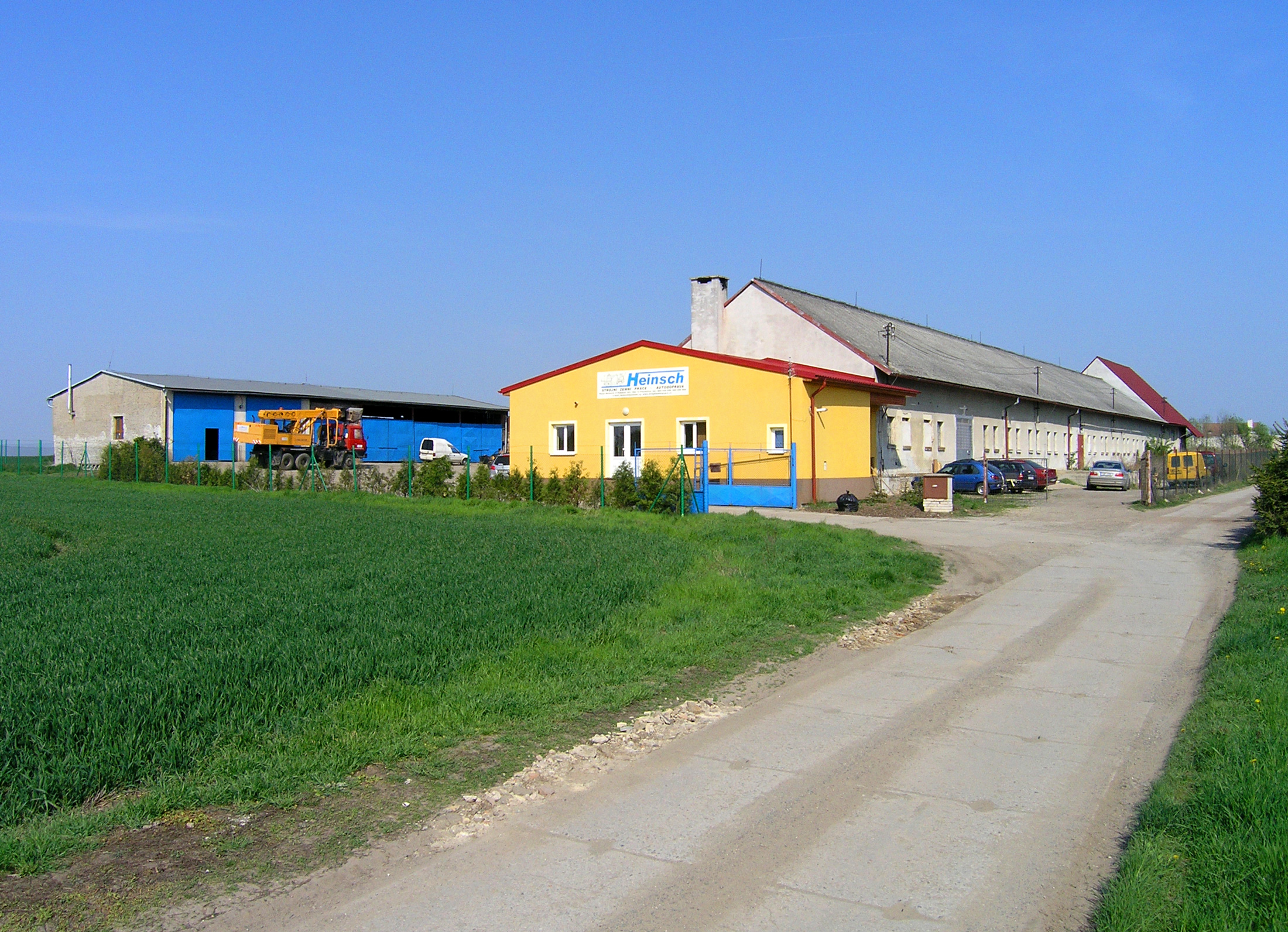
Edifici di una ex fattoria collettiva presso il villaggio di Přezletice in Repubblica Ceca.

Con la denominazione Jednotné zemědělské družstvo (in ceco, abbreviato JZD) o Jednotné roľnícke družstvo (in slovacco, abbreviato in JRD) traducibile come Cooperativa Agricola Comune, si indicano le aziende agricole collettive presenti in Cecoslovacchia durante il periodo comunista.

## Storia
L'introduzione delle aziende agricole collettive ricalcava il modello di quello precedentemente introdotto in Unione Sovietica. A partire dal biennio 1948-49 ebbe inizio la collettivizzazione forzata delle campagne cecoslovacche con la promulgazione di due leggi entrate in vigore rispettivamente il 21 marzo 1948 e il 23 febbraio 1949. 
Nel 1960 il 92% delle terre agricole ceche e l'80% di quelle slovacche (87% della superficie coltivabile nazionale totale) erano gestite dal sistema collettivo socialista. Alla fine degli anni 60, in conseguenza di un periodo di maggior apertura politica culminato con la primavera di Praga, le autorità comuniste adottarono alcuni provvedimenti che tendevano a non penalizzare le attività agricole rimaste a conduzione privata nell'ottica di un miglioramento generale dell'agricoltura nazionale. Con il fallimento della svolta riformista anche il processo di collettivizzazione ebbe un nuovo impulso a partire dal 1970, in particolare in Slovacchia, dove la proprietà privata delle terre era rimasta maggiore, venne realizzata una seconda ondata di collettivizzazioni tra il 1972 e il 1978 che ridusse la gestione privata al di sotto del 10% del totale coltivabile.

### Tipologie
Inizialmente vennero introdotte delle forme transitorie di collettivizzazione (tipo I & II) per abituare i contadini all'organizzazione comune del lavoro agricolo e i proventi erano legati all'estensione delle terre che i privati cedevano alla JZD.
Esistevano quattro tipi di aziende agricole collettive:
I - Semina e raccolta erano organizzati in comune con l'uso di macchine agricole ma la gestione delle terre restava sostanzialmente privata.
II - I singoli contadini ricevevano una parte del raccolto in base all'estensione del terreno che avevano consegnato all'azienda collettiva. Il bestiame non rientrava nella gestione comune.
III - Produzione comune congiunta di prodotti agricoli e allevamento di bestiame, i lavoratori venivano retribuiti in base alle unità di lavoro fornite all'azienda collettiva.
IV - Simile al tipo III ma la retribuzione avveniva sulla base della quantità e qualità del lavoro svolto a prescindere dall'estensione del terreno ceduto dai singoli.